# Gyrochus sumatranus
Gyrochus sumatranus är en stekelart som beskrevs av Günther Enderlein 1920. Gyrochus sumatranus ingår i släktet Gyrochus och familjen bracksteklar. Inga underarter finns listade i Catalogue of Life.